# Englands dronninger og prinsgemaler
De engelske dronninger og prinsgemaler var ægtefæller til de regerende monarker i Kongeriget England, der ikke selv regerede England: ægtefæller til nogle engelske monarker, der selv var engelske monarker, er ikke opført, det omfatter Maria 1. og Filip, der regerede sammen i 1500-tallet og Vilhelm 3. og Maria 2., der regerede sammen i 1600-tallet.
Der var fleste dronninger, og de nød titler og hæder, der vedrører en ikke-regerende; nogle få var mænd, hvis titler ikke var ensartede, afhængigt af omstændighederne i deres ægtefælles regeringstid. Kongeriget England fusionerede med Kongeriget Skotland i 1707 og dannede Kongeriget Storbritannien. Der har således ikke været nogen dronning eller prinsgemal i England siden denne dato.

## Huset Wessex, 927–1013
| Billede | Navn                   | Forældre                                | Født    | Ægteskab | Blev dronning | Kroning     | Ophør som dronning                      | Død                     | Hvilested                                                   | Ægtefælle                |
| ------- | ---------------------- | --------------------------------------- | ------- | -------- | ------------- | ----------- | --------------------------------------- | ----------------------- | ----------------------------------------------------------- | ------------------------ |
|         | Ælfgifu af Shaftesbury | –                                       | –       | 939      | 939           | –           | 944                                     | 944                     | Shaftesbury Abbey                                           | Edmund 1.                |
|         | Æthelflæd af Damerham  | Ælfgar Dye (far)                        | –       | 944      | 944           | –           | 26. maj 946                             | mellem 962 (975) og 991 |                                                             | Edmund 1.                |
|         | Ælfgifu                | Æthelgifu (mor)                         | –       | 955      | 955           | –           | 958 ægteskab opløst                     | september 959           | Winchester Cathedral                                        | Edwy                     |
|         | Ælfthryth              | Ordgar, Ealdorman af Devon              |         | 964/965  | 964/965       | 11. maj 973 | 8. juli 975                             | 17. november 999–1001   |                                                             | Edgar den Fredelige      |
|         | Ælfgifu af York        | Thored                                  | –       | 980'erne | 980'erne      | –           | –                                       | ikke senere end 1002    |                                                             | Ethelred 2. den Rådvilde |
|         | Emma af Normandiet     | Richard 1., hertug af Normandiet Gunnor | ca. 985 | 1002     | 1002          | –           | 25. december 1013 husbondens afsættelse | 6. marts 1052           | Old Minster, Winchester - knogler nu i Winchester Cathedral | Ethelred 2. den Rådvilde |

## Jellingdynastiet, 1013–1014
| Billede        | Navn                                                            | Forældre | Født | Ægteskab | Blev dronning     | Kroning | Ophør som dronning | Død | Hvilested | Ægtefælle     |
| -------------- | --------------------------------------------------------------- | -------- | ---- | -------- | ----------------- | ------- | ------------------ | --- | --------- | ------------- |
| ikke-samtidigt | Sigrid Storråde (Tvivlsom ægthed) og/eller Świętosława af Polen |          |      | 996      | 25. december 1013 | –       | 3. februar 1014    |     |           | Svend Tveskæg |

## Huset Wessex (genindsat, første gang), 1014-1016
| Billede | Navn                      | Forældre                                | Født    | Ægteskab | Blev dronning                             | Kroning | Ophør som dronning            | Død           | Hvilested                                                   | Ægtefælle                |
| ------- | ------------------------- | --------------------------------------- | ------- | -------- | ----------------------------------------- | ------- | ----------------------------- | ------------- | ----------------------------------------------------------- | ------------------------ |
|         | Emma af Normandiet (igen) | Richard 1., hertug af Normandiet Gunnor | ca. 985 | 1002     | 3. februar 1014 husbondens genindsættelse | –       | 23. april 1016 husbondens død | 6. marts 1052 | Old Minster, Winchester - knogler nu i Winchester Cathedral | Ethelred 2. den Rådvilde |
|         | Ealdgyth                  | –                                       | ca. 992 | 1015     | 23. april 1016                            | –       | 30. november 1016             |               |                                                             | Edmund 2. Jernside       |

## Jellingdynastiet (genindsat), 1016–1042
| Billede | Navn                      | Forældre                               | Født    | Ægteskab  | Blev dronning | Kroning | Ophør som dronning               | Død           | Hvilested                                                   | Ægtefælle      |
| ------- | ------------------------- | -------------------------------------- | ------- | --------- | ------------- | ------- | -------------------------------- | ------------- | ----------------------------------------------------------- | -------------- |
|         | Emma af Normandiet (igen) | Richard 1, hertug af Normandiet Gunnor | ca. 985 | Juli 1017 | Juli 1017     | –       | 12. november 1035 husbondens død | 6. marts 1052 | Old Minster, Winchester - knogler nu i Winchester Cathedral | Knud den Store |

## Huset Wessex (genindsat, anden gang), 1042–1066
| Billede        | Navn            | Forældre                                    | Født   | Ægteskab    | Blev dronning | Kroning     | Ophør som konsort               | Død               | Hvilested         | Ægtefælle           |
| -------------- | --------------- | ------------------------------------------- | ------ | ----------- | ------------- | ----------- | ------------------------------- | ----------------- | ----------------- | ------------------- |
| ikke-samtidigt | Edith af Wessex | Godwin, jarl af Wessex Gytha Thorkelsdóttir | 1029   | 1045        | 1045          | Ikke kronet | 4. januar 1066 husbondens død   | 19. december 1075 | Westminster Abbey | Edvard Bekenderen   |
|                | Ealdgyth        | Ælfgar, Jarl af Mercia Ælfgifu              | Ukendt | Januar 1066 | Januar 1066   | Ikke kronet | 14. oktober 1066 husbondens død | 1066              | Ukendt            | Harald 2. Godwinson |

## Huset Normandiet, 1066–1135, & 1141
I 1066 dræbte Hertugen af Normandiet, Wilhelm, Kong Harald 2. af England i Slaget ved Hastings og styrtede den engelske elite. Han etablerede sig som konge, hans kone Matilde som dronning og præmierede sine trofaste vasaller fra kontinentet. Hans dynasti kom dog ikke til at overleve hans børn og uddøde hans yngste søn Henrik 1. i 1135.
| Billede        | Navn                | Forældre                                        | Født            | Ægteskab          | Blev dronning/ prinsgemal                   | Kroning               | Ophør som dronning/prinsgemal         | Død               | Hvilested                 | Ægtefælle            |
| -------------- | ------------------- | ----------------------------------------------- | --------------- | ----------------- | ------------------------------------------- | --------------------- | ------------------------------------- | ----------------- | ------------------------- | -------------------- |
| ikke-samtidigt | Matilde af Flandern | Balduin 5., greve af Flandern Adela af Frankrig | ca. 1031        | 1053              | 25. december 1066 husbondens tronbestigelse | 11. maj 1068          | 2. november 1083                      | 2. november 1083  | Treenighedsklostret, Caen | Vilhelm 1. Erobreren |
| ikke-samtidigt | Matilde af Skotland | Malcolm 3. af Skotland Margrete af Wessex       | ca. 1080        | 11. november 1100 | 11. november 1100                           | 11 (? ) November 1100 | 1. maj 1118                           | 1. maj 1118       | Westminster Abbey         | Henrik 1.            |
| ikke-samtidigt | Adelheid af Leuven  | Godfred 1., greve af Leuven Ida af Chiny        | ca. 1103        | 24. januar 1121   | 24. januar 1121                             | 30. januar 1121       | 1. december 1135 husbondens død       | 23. april 1151    | Abbediet i Affligem       | Henrik 1.            |
|                | Godfred 5. af Anjou | Fulk 5. greve af Anjou Ermengarde af Maine      | 24. august 1113 | 1128              | 7. april 1141 hustruens tronbestigelse      | -                     | 1. november 1141 hustruens afsættelse | 7. september 1151 | Le Mans katedral          | Matilde              |

## Huset Blois, 1135–1154
I 1135 bemægtigede Stefan af Blois, søn af Henrik 1.'s søster Adela, sig den engelske trone, idet hans kusinde Matildes arvekrav på tronen blev ignoreret af de normanniske baroner. Hans kone, Matilde af Boulogne, blev hans dronning, men deres ældste søn døde, og Stefan blev tvunget til at udpege Matildes søn til sin efterfølger.
| Billede        | Navn                | Forældre                                        | Født     | Ægteskab | Blev dronning                               | Kroning        | Ophør som dronning | Død         | Hvilested                               | Ægtefælle |
| -------------- | ------------------- | ----------------------------------------------- | -------- | -------- | ------------------------------------------- | -------------- | ------------------ | ----------- | --------------------------------------- | --------- |
| ikke-samtidigt | Matilde af Boulogne | Eustace 3., greve af Boulogne Maria af Skotland | ca. 1105 | 1125     | 22. december 1135 husbondens tronbestigelse | 22. marts 1136 | 3. maj 1152        | 3. maj 1152 | Faversham Abbey (grav siden forsvundet) | Stefan    |

## Huset Plantagenet, 1154–1485
| Billede        | Våbenskjold | Navn                    | Forældre                                                 | Født                | Ægteskab                           | Blev dronning                               | Kroning           | Ophør som dronning                        | Død                | Hvilested                                                  | Ægtefælle       |
| -------------- | ----------- | ----------------------- | -------------------------------------------------------- | ------------------- | ---------------------------------- | ------------------------------------------- | ----------------- | ----------------------------------------- | ------------------ | ---------------------------------------------------------- | --------------- |
|                |             | Eleonora af Aquitainien | Vilhelm 10, hertug af Aquitainien Aenor de Châtellerault | ca. 1122            | 18. maj 1152                       | 19. December 1154 husbondens tronbestigelse | 19. december 1154 | 6. juli 1189 husbondens død               | 1. april 1204      | Fontevraudklostret                                         | Henrik 2.       |
| ikke-samtidigt |             | Margrete af Frankrig    | Ludvig 7. af Frankrig Konstance af Kastilien             | 1158                | 1162                               | 1170 husbondens tronbestigelse              | 27. august 1172   | 11 June 1183 husbondens død               | 1197               | Katedralen i Tyrus                                         | Henrik den Unge |
|                |             | Berengaria af Navarra   | Sancho 6. af Navarra Sancha af Kastilien                 | Mellem 1165 og 1170 | 12. maj 1191                       | 12. maj 1191                                | 12. maj 1191      | 6. april 1199 husbondens død              | 23. december 1230  | L'Épau KLoster                                             | Richard 1.      |
|                |             | Isabella af Angoulême   | Aymar Taillefer, greve af Angoulême Alix af Courtenay    | ca. 1186/1188       | 24. august 1200                    | 24. august 1200                             | 8. oktober 1200   | 18. eller 19. oktober 1216 husbondens død | 31. maj 1246       | Fontevraudklostret                                         | Johan           |
|                |             | Eleonora af Provence    | Ramon Berenguer 4., greve af Provence Beatrix af Savoyen | ca. 1223            | 14. januar 1236                    | 14. januar 1236                             | 20. januar 1236   | 16 november 1272 husbondens død           | 24. juni 1291      | Amesbury Abbey                                             | Henrik 3.       |
|                |             | Eleonora af Kastilien   | Ferdinand 3. af Kastilien Johanne, grevinde af Ponthieu  | 1241                | 1. november 1254                   | 20. november 1272 husbondens tronbestigelse | 19. august 1274   | 28. november 1290                         | 28. november 1290  | Westminster Abbey                                          | Edvard 1.       |
|                |             | Margrete af Frankrig    | Filip 3. af Frankrig Marie af Brabant                    | 1282                | 8. eller 10. september 1299        | 8. eller 10. september 1299                 | Ikke kronet       | 7. juli 1307 husbondens død               | 14. februar 1317   | Christ Church Greyfriars, London                           | Edvard 1.       |
|                |             | Isabella af Frankrig    | Filip 4. af Frankrig Johanne 1. af Navarra               | Mellem 1288 og 1296 | 25. januar 1308                    | 25. januar 1308                             | 25. februar 1308  | 20. januar 1327 husbondens afsættelse     | 22. august 1358    | Christ Church Greyfriars, London                           | Edvard 2.       |
| ikke-samtidigt |             | Filippa af Hainault     | Vilhelm 1., greve af Hainaut Johanne af Valois           | 24. juni 1314       | 24 januar 1328                     | 24 januar 1328                              | 18. februar 1330  | 15. august 1369                           | 15. august 1369    | Westminster Abbey                                          | Edvard 3.       |
| ikke-samtidigt |             | Anna af Bøhmen          | Karl 4., tysk-romersk kejser Elizabeth af Pommern        | 11. maj 1366        | 20. januar 1382                    | 20. januar 1382                             | 22. januar 1382   | 7. juni 1394                              | 7. juni 1394       | Westminster Abbey                                          | Richard 2.      |
|                |             | Isabella af Valois      | Karl 6. af Frankrig Isabella af Bayern                   | 9. november 1387    | 31. oktober eller 1. november 1396 | 31. oktober eller 1. november 1396          | 8. january 1397   | 30. september 1399 husbondens afsættelse  | 13. September 1409 | St Laumer Klostret - senere Celestinenser klostret i Paris | Richard 2.      |

### Huset Lancaster, 1399–1461, 1470–1471
| Billede        | Våbenskjold | Navn               | Forældre                                       | Født             | Ægteskab        | Blev dronning   | Kroning          | Ophør som dronning             | Død             | Hvilested             | Ægtefælle |
| -------------- | ----------- | ------------------ | ---------------------------------------------- | ---------------- | --------------- | --------------- | ---------------- | ------------------------------ | --------------- | --------------------- | --------- |
|                |             | Johanne af Navarra | Karl 2. af Navarra Johanne af Valois           | ca. 1370         | 7. februar 1403 | 7. februar 1403 | 26. februar 1403 | 20. marts 1413 husbondens død  | 10. juni 1437   | Canterbury Cathtedral | Henrik 4. |
| ikke-samtidigt |             | Katerina af Valois | Karl 6. af Frankrig Isabella af Bayern         | 27. oktober 1401 | 2. juni 1420    | 2. juni 1420    | 23. februar 1421 | 31. august 1422 husbondens død | 3. januar 1437  | Westminster Abbey     | Henrik 5. |
|                |             | Margrete af Anjou  | René af Anjou Isabella, hertuginde af Lorraine | 23. marts 1430   | 23. april 1445  | 23. april 1445  | 30. maj 1445     | 21. maj 1471 husbondens død    | 25. august 1482 | Katedralen i Angers   | Henrik 6. |

### Huset York, 1461–1470, 1471–1485
| Billede | Arme | Navn                | Forældre                                                                     | Født          | Ægteskab      | Blev dronning                           | Kroning      | Ophør som dronning           | Død            | Hvilested                          | Ægtefælle  |
| ------- | ---- | ------------------- | ---------------------------------------------------------------------------- | ------------- | ------------- | --------------------------------------- | ------------ | ---------------------------- | -------------- | ---------------------------------- | ---------- |
|         |      | Elizabeth Woodville | Richard Woodville, 1. jarl Rivers Jacquetta af Luxemburg                     | ca. 1437      | 1. maj 1464   | 1. maj 1464                             | 26. maj 1465 | 9. april 1483 husbondens død | 8. juni 1492   | St George's Chapel, Windsor Castle | Edward 4.  |
|         |      | Anne Neville        | Richard Neville, 16. jarl af Warwick Anne Beauchamp, 16. grevinde af Warwick | 11. juni 1456 | 12. juli 1472 | 26. juni 1483 husbondens tronbestigelse | 6. juli 1483 | 16. marts 1485               | 16. marts 1485 | Westminster Abbey                  | Richard 3. |

## Huset Tudor, 1485-1603
| Billede | Arme | Navn                | Forældre                                                  | Født                | Ægteskab        | Blev dronning/ prinsgemal | Kroning                                   | Ophør som dronning/prinsgemal     | Død                        | Hvilested                                    | Ægtefælle |
| ------- | ---- | ------------------- | --------------------------------------------------------- | ------------------- | --------------- | ------------------------- | ----------------------------------------- | --------------------------------- | -------------------------- | -------------------------------------------- | --------- |
|         |      | Elizabeth af York   | Edward 4. af England Elizabeth Woodville                  | 11. februar 1466    | 18. januar 1486 | 18. januar 1486           | 25. november 1487                         | 11. februar 1503                  | 11. februar 1503           | Henrik 7.'s kapel, Westminster Abbey         | Henrik 7. |
|         |      | Katarina af Aragon  | Ferdinand 2. af Aragonien Isabella 1. af Kastillien       | 16. december 1485   | 11. juni 1509   | 11. juni 1509             | 24. juni 1509                             | 23. maj 1533 ægteskab annulleret  | 7. januar 1536             | Peterborough Cathedral                       | Henrik 8. |
|         |      | Anne Boleyn         | Thomas Boleyn, 1. jarl af Wiltshire Lady Elizabeth Howard | Mellem 1501 og 1507 | 28. maj 1533    | 28. maj 1533              | 1. juni 1533                              | 17. maj 1536 ægteskab annulleret  | 19. maj 1536 henrettet     | St. Peter-ad Vincula kirken, Tower of London | Henrik 8. |
|         |      | Jane Seymour        | Sir John Seymour Margery Wentworth                        | Mellem 1507 og 1509 | 30. maj 1536    | 30. maj 1536              | ukronet proklameret dronning 4. juni 1536 | 24. oktober 1537                  | 24. oktober 1537           | St George's Chapel, Windsor Castle           | Henrik 8. |
|         |      | Anne af Kleve       | Johan 3., hertug af Kleve Maria af Jülich-Berg            | 22. september 1515  | 6. januar 1540  | 6. januar 1540            | ukronet                                   | 9. juli 1540 ægteskab annulleret  | 16. juli 1557              | Westminster Abbey                            | Henrik 8. |
|         |      | Catherine Howard    | Lord Edmund Howard Joyce Culpeper                         | Mellem 1520 og 1525 | 28. juli 1540   | 28. juli 1540             | ukronet                                   | 23. november 1541 frataget titlen | 13. februar 1542 henrettet | St. Peter-ad Vincula kirken, Tower of London | Henrik 8. |
|         |      | Catherine Parr      | Sir Thomas Parr Maud Green                                | 1512                | 12. juli 1543   | 12. juli 1543             | ukronet                                   | 28. januar 1547 husbondens død    | 5. september 1548          | St. Mary's Chapel, Sudeley Castle            | Henrik 8. |
|         |      | Filip 2. af Spanien | Karl 5, Tysk-Romersk Kejser Isabella af Portugal          | 21. maj 1527        | 25. juli 1554   | 25. juli 1554             | ukronet                                   | 17. november 1558 hustruens død   | 13. september 1598         | El Escorial                                  | Maria 1.  |

### Odiskuteret prinsgemal
Da Lady Jane Gray kortvarigt de facto var dronning , er hendes mand inkluderet her. De blev begge henrettet for forræderi.
| Billede | Våbenskjold | Navn             | Forældre                                                | Født     | Ægteskab     | Blev prinsgemal                      | Kroning | Ophør som prinsgemal               | Død              | Hvilested                                    | Ægtefælle |
| ------- | ----------- | ---------------- | ------------------------------------------------------- | -------- | ------------ | ------------------------------------ | ------- | ---------------------------------- | ---------------- | -------------------------------------------- | --------- |
|         |             | Guildford Dudley | John Dudley, 1. hertug af Northumberland Jane Guildford | ca. 1535 | 15. maj 1553 | 10. juli 1553 hustrus tronbestigelse | ukronet | 19. juli 1553 hustruens afsættelse | 12. februar 1554 | St. Peter-ad Vincula kirken, Tower of London | Jane      |

## Huset Stuart, 1603-1707
Efter Elizabeth 1.''s død overgik Englands krone til hendes fætter og nærmeste arving, Jakob 6. af Skotland, der blev Jakob 1. af England . Hans dynasti kom til at regere - afbrudt af Interregnummet mellem 1649 og 1660 - indtil 1714. Kongeriget England blev imidlertid fusioneret med Kongeriget Skotland i 1707 for at danne et nyt kongerige, Kongeriget Storbritannien, hvorefter der ophørte med at være monarker og dronninger og prinsgemaler af England.
| Billede | Våbenskjold | Navn                        | Forældre                                                       | Født              | Ægteskab                                       | Blev dronning/prinsgemal                       | Kroning        | Ophør som dronning/prinsgemal           | Død                | Hvilested                            | Ægtefælle |
| ------- | ----------- | --------------------------- | -------------------------------------------------------------- | ----------------- | ---------------------------------------------- | ---------------------------------------------- | -------------- | --------------------------------------- | ------------------ | ------------------------------------ | --------- |
|         |             | Anna af Danmark             | Frederik 2. af Danmark Sophie af Mecklenburg-Güstrow           | 12. december 1574 | 23. november 1589                              | 24. marts 1603 husbondens tronbestigelse       | 25. juli 1603  | 4. marts 1619                           | 4. marts 1619      | Henrik 7.'s kapel, Westminster Abbey | Jakob 1.  |
|         |             | Henriette Marie af Frankrig | Henrik 4. af Frankrig Marie af Medici                          | 25. november 1609 | 11. maj 1625 (ved stedfortræder) 13. juni 1625 | 11. maj 1625 (ved stedfortræder) 13. juni 1625 | ukronet        | 30. januar 1649 husbondens henrettelse  | 10. september 1669 | St. Denis-basilikaen                 | Karl 1.   |
|         |             | Katarina af Braganza        | Johan 4. af Portugal Luisa af Guzman                           | 25. november 1638 | 21. maj 1662                                   | 21. maj 1662                                   | ukronet        | 6. februar 1685 husbondens død          | 30. november 1705  | Kloster i São Vicente de Fora        | Karl 2.   |
|         |             | Maria af Modena             | Alfons 4. d'Este, hertug af Modena Laura Martinozzi            | 5. oktober 1658   | 30. september 1673 (ved fuldmagt)              | 6. februar 1685 husbondens tronbestigelse      | 23. april 1685 | 11. december 1688 husbondens afsættelse | 7. maj 1718        | Klostret i Chaillot                  | Jakob 2.  |
|         |             | Jørgen af Danmark           | Frederik 3. fra Danmark Sophie Amalie af Braunschweig-Lüneburg | 2. april 1653     | 28. juli 1683                                  | 8. marts 1702 hustruens tronbestigelse         | ukronet        | 1. maj 1707 Unionsaftalen 1707          | 28. oktober 1708   | Westminster Abbey                    | Anne      |

## Fortsættelse af listen (britiske dronninger og prinsgemaler)
Denne liste fortsætter i Storbritanniens dronninger og prinsgemaler.